# Amarnas
Amarnas (arab. أمرناس; fr. Amarnas)  – jedna z 52 gmin w prowincji Sidi Bu-l-Abbas, w Algierii, znajdująca się w środkowej części prowincji, około 7 km na południe od Sidi Bu-l-Abbas. W 2008 roku gminę zamieszkiwało 11293 osób. Numer statystyczny gminy w Office National des Statistiques d'Algérie to 2212.